# Obozrevatel
Obozrevatel (en ukrainien : Обозреватель, littéralement « Observateur ») est un site Internet ukrainien à thématique socio-politique, créé en 2001. Il appartient au politicien et entrepreneur ukrainien Mykhaïlo Brodsky. Dans la publication, il occupe le poste de président du comité de rédaction.

## Histoire
En 2007, Media Holding devient propriétaire du portail Internet Ukrainian Portal, sur la base duquel le site lui-même a été créé,. La même année, Obozrevatel devient propriétaire du site ukrainien Mobilniks.ua.
À partir du 1er juin 2010, OBOZ.ua holding, qui appartient à Obozrevatel, réunit toutes les ressources disponibles en un seul site principal, qui place tous les domaines qui travaillent auparavant séparément dans un projet holistique avec des catégories. Plus tard, le site lance également lancé le réseau d’information MyObozrevatel, qui héberge librement la production de journalistes indépendants, après validation par l’administration du projet.
En 2011, OBOZ.ua acquiert un service de création de boutiques en ligne.
En mars 2017, l’Institute of Mass Information identifie dans les textes du navigateur la violation des normes de classement des documents journalistiques, avec seulement 32 % de textes de qualité sur 100 documents disponibles. À la fin du mois d’août de cette année, le pourcentage d’informations sans violation des normes journalistiques a doublé. IMI Ukraine identifie 64% des nouvelles sans violation, mais la ressource restee dans la liste des outsiders.

### Oboz TV
La maison d'édition possède sa propre chaîne de télévision, Oboz TV.
Le 27 juillet 2017, Oboz TV reçoit une licence pour la diffusion par satellite en continu.

## Équipe de direction
- PDG : Michael Krivda ;
- Directeur technique : Paul Neumann ;
- Producteur général de l’émission télévisée « Obozrevatela » sur Oboz TV : Andreï Selivanov ;
- Première rédactrice en chef adjointe, chef du département des nouvelles : Natalia Savtchenko ;
- Responsable du blog : Larissa Houmeniouk ;
- Chef du département marketing sur les médias sociaux : Lessia Gassitch.

## Popularité
Selon l’Association ukrainienne de l’Internet, Obozrevatel figure régulièrement parmi les 25 sites ukrainiens les plus populaires, se classant dans la part quotidienne moyenne et dans le top 20 des 10 sites[pas clair] en matière de couverture.
Selon la société de recherche TNS, Obozrevatel figure parmi les 20 sites ukrainiens les plus populaires.
En 2015, le site prend la première place dans le classement des « 15 sites d’information ukrainiens les plus populaires », selon le magazine Novye Vremya.
En 2016, Obozrevatel est reconnu comme le meilleur média Internet dans la version du programme national « Homme de l’année »,,.
En 2017, il devient le 18e site le plus populaire en Ukraine selon la note de RBC-Ukraine. En février 2018, il se situe en 4e position dans le « Top 10 des sites d’information de l’Ukraine » avec 14,45 % de l’audience dans le classement des 24 chaînes de télévision.